# 伊麗莎白 (新澤西州)

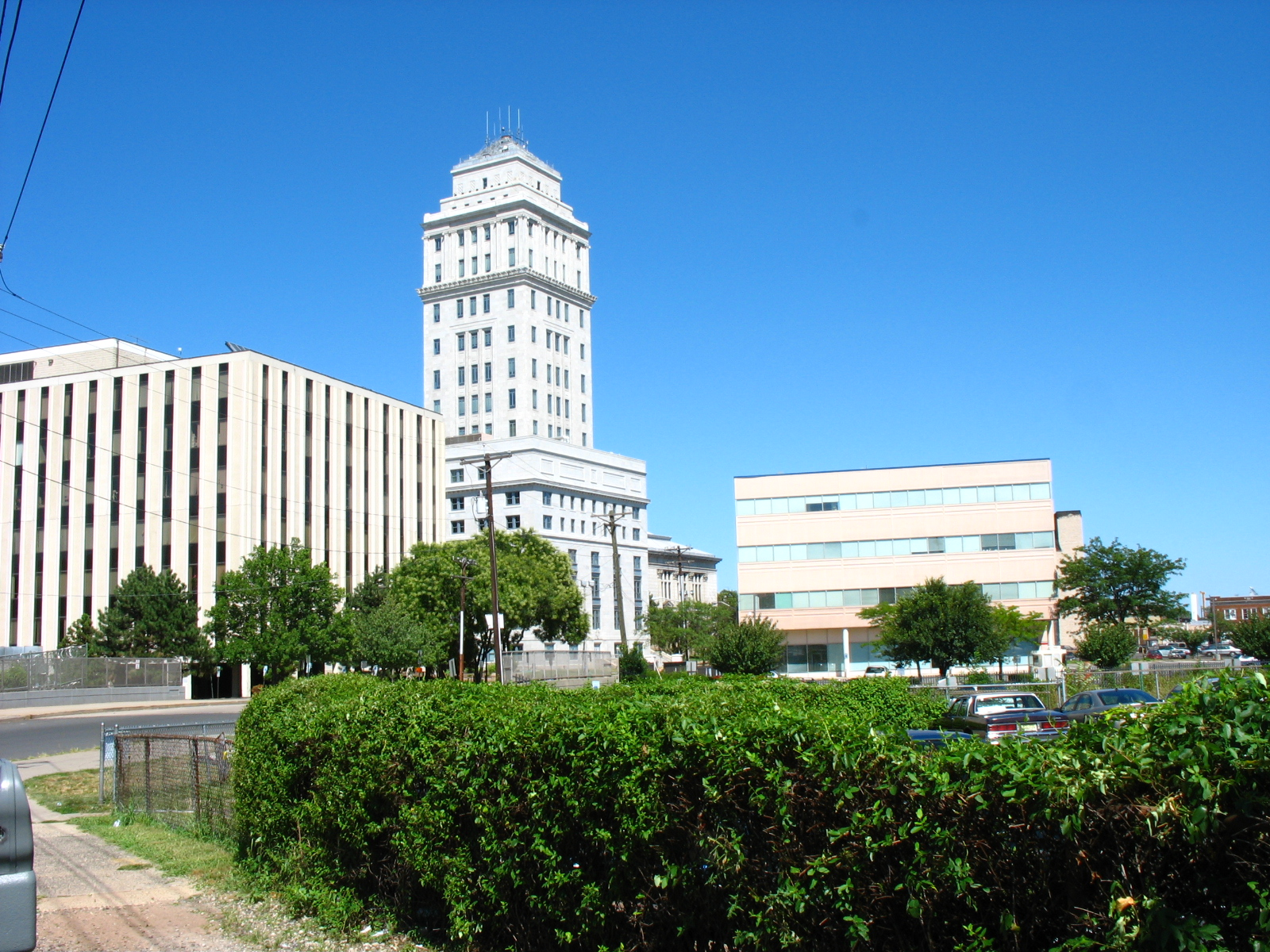
Union County Court House

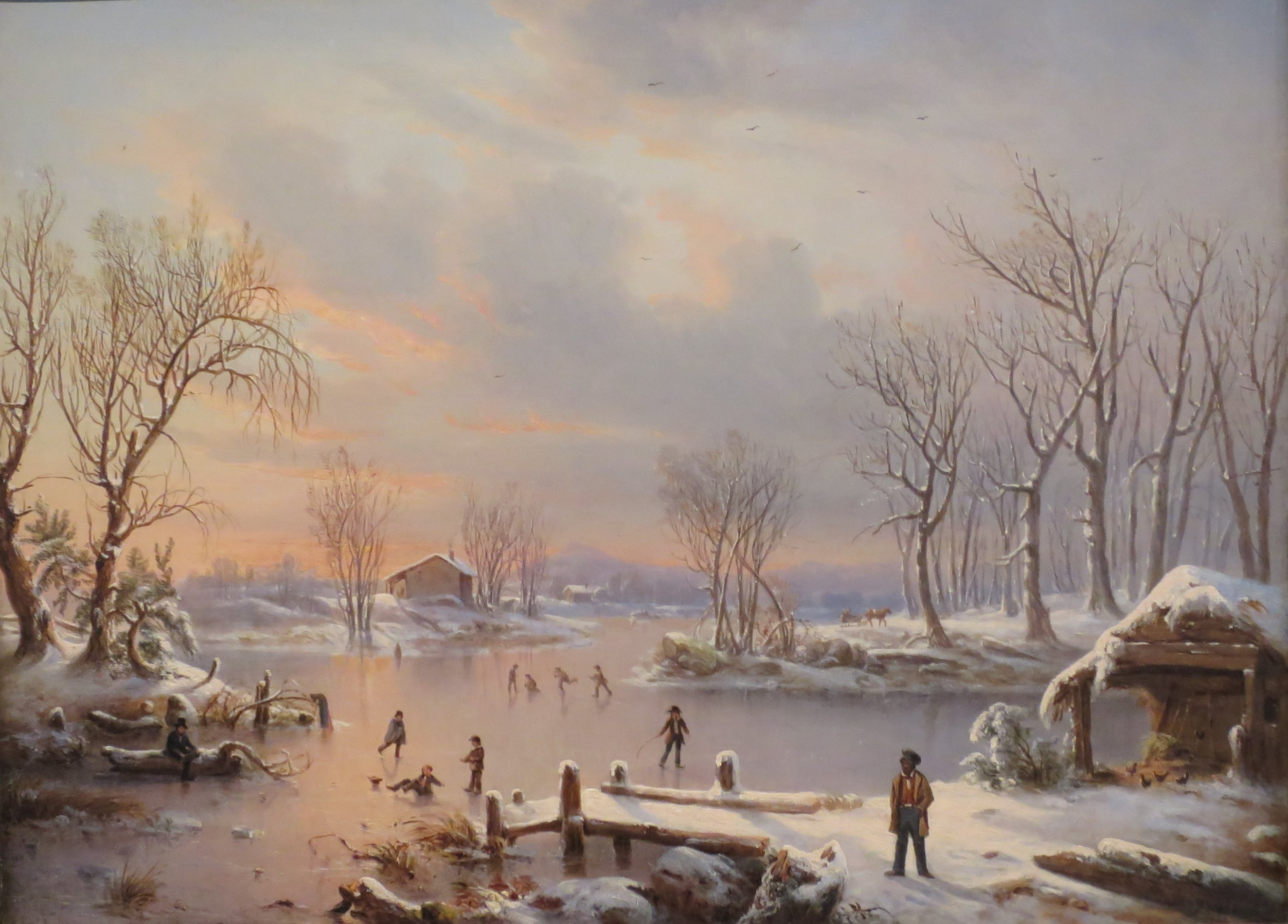
View Near Elizabethtown, N. J., oil painting by Régis François Gignoux, Honolulu Museum of Art

伊麗莎白 （英語：Elizabeth）是美國新澤西州聯合縣的一個城市。2010年人口124,969人，是全州第四大城市。伊麗莎白亦是聯合縣縣治
1664年開埠，稱為Elizabethtown （紀念喬治·卡特利，第一代卡特利男爵的妻子）。1855年3月13日設市。